# حمام کل موسی
حمام کل موسی صنعلی وند قشقایی مربوط به دوره پهلوی اول است که در شهرستان فارسان و شهر جونقان واقع شده است. این اثر در تاریخ ۲۵ آبان ۱۳۸۷ با شمارهٔ ثبت ۲۳۸۱۴ به‌عنوان یکی از آثار ملی ایران به ثبت رسیده‌است.

### دلایل نامگذاری
کربلایی موسی حیدری جونقانی معروف به کل موسی فرزند صفر و جز خاندان سهل علی وند در شهر جونقان چشم به جهان گشود. وی از تاجران خیر و متمکن زمان خود بود. که با نیت خیرخواهانه و جهت ارائه خدمات اجتماعی به مردم شهر جونقان، اقدام به تأسیس حمام کل موسی در این شهر نمود. کربلایی موسی حیدری جونقانی در تاریخ ۷ رمضان ۱۳۵۷ هجری قمری برابر با ۹ آبان ۱۳۱۷ هجری شمسی چشم از جهان فروبست. آرامگاه وی در تخت پولاد اصفهان و در بقعه میرفندرسکی واقع است.

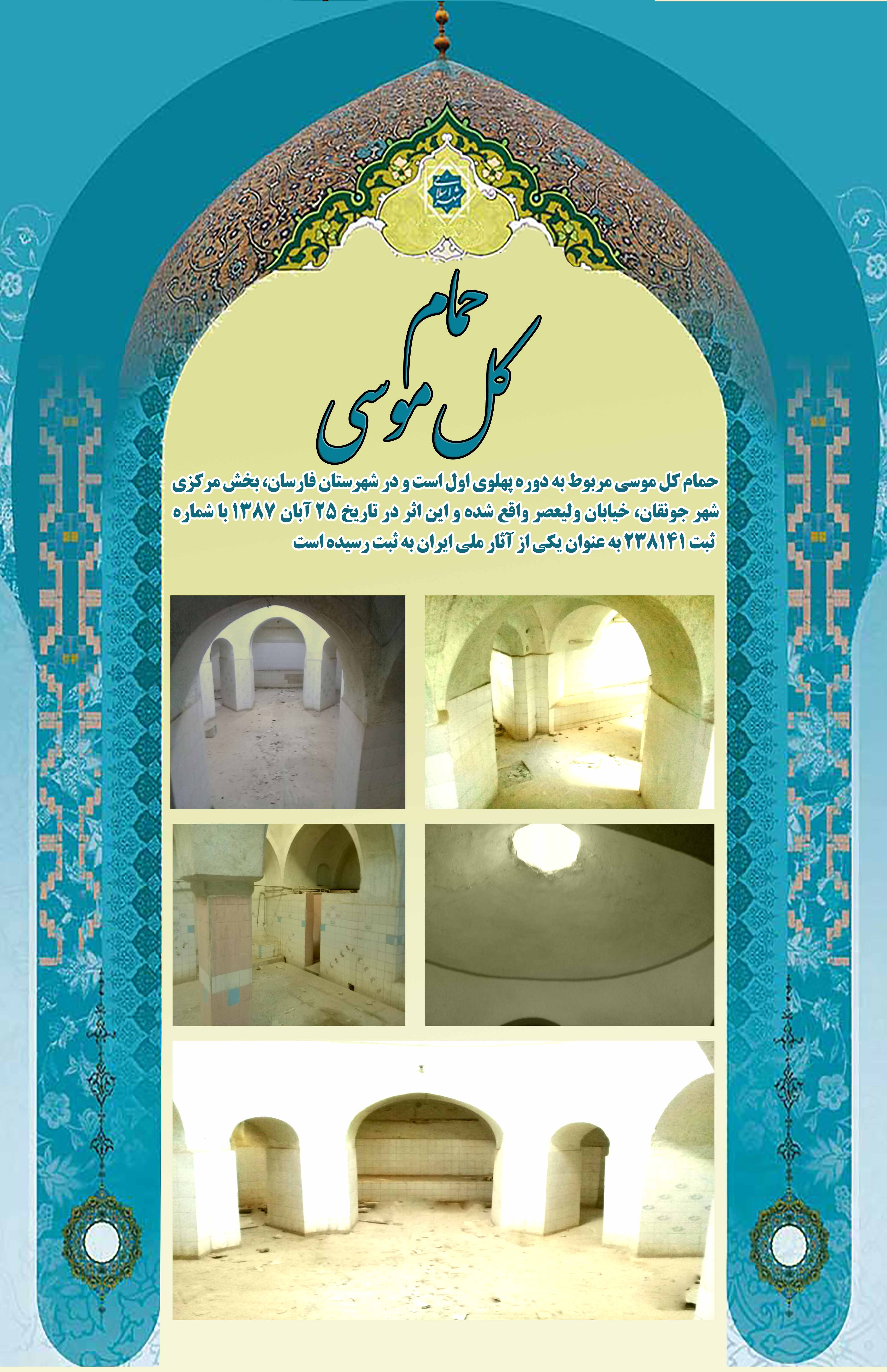
نماهای داخلی حمام کل موسی

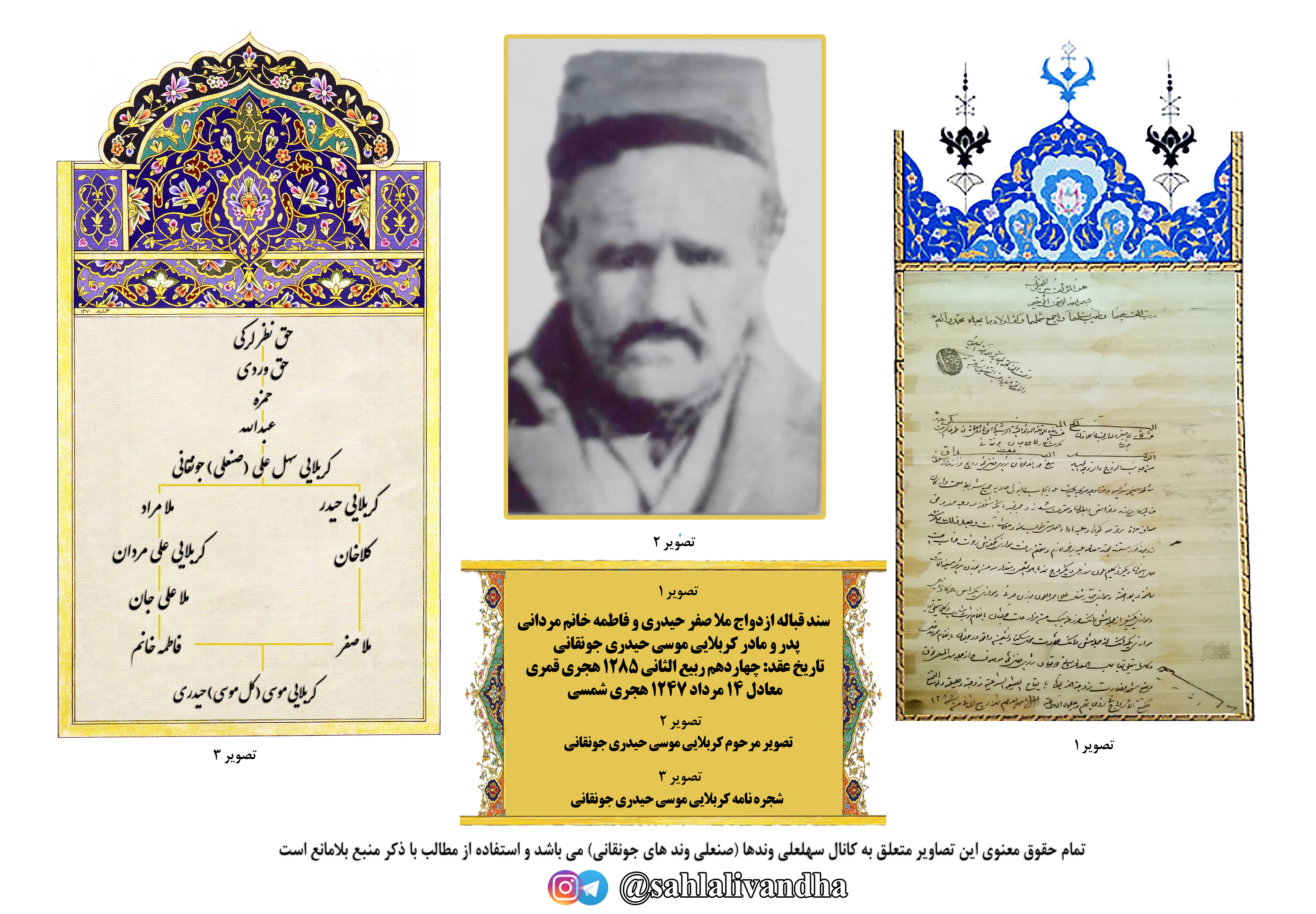
کربلایی موسی حیدری

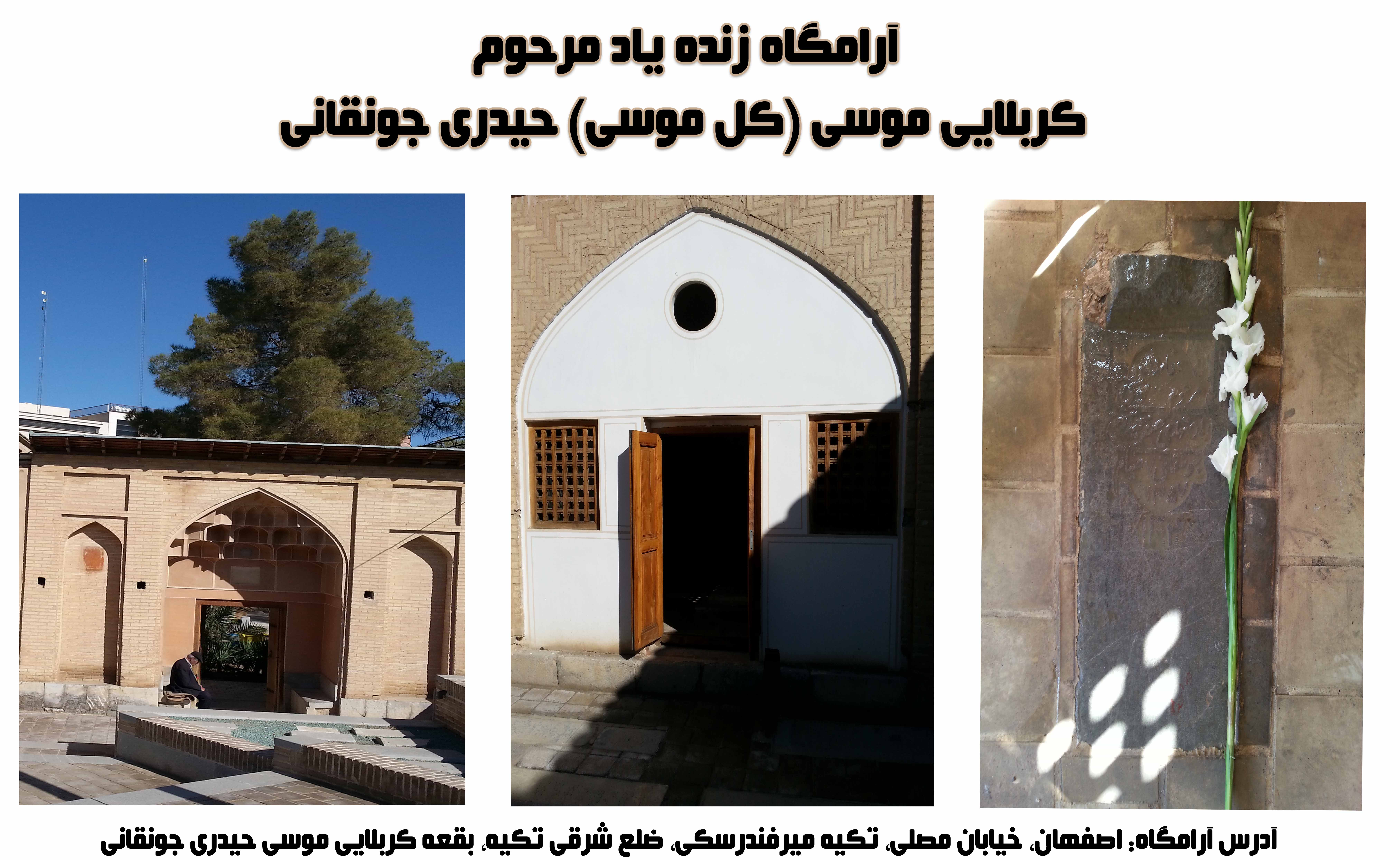
ارامگاه کل موسی

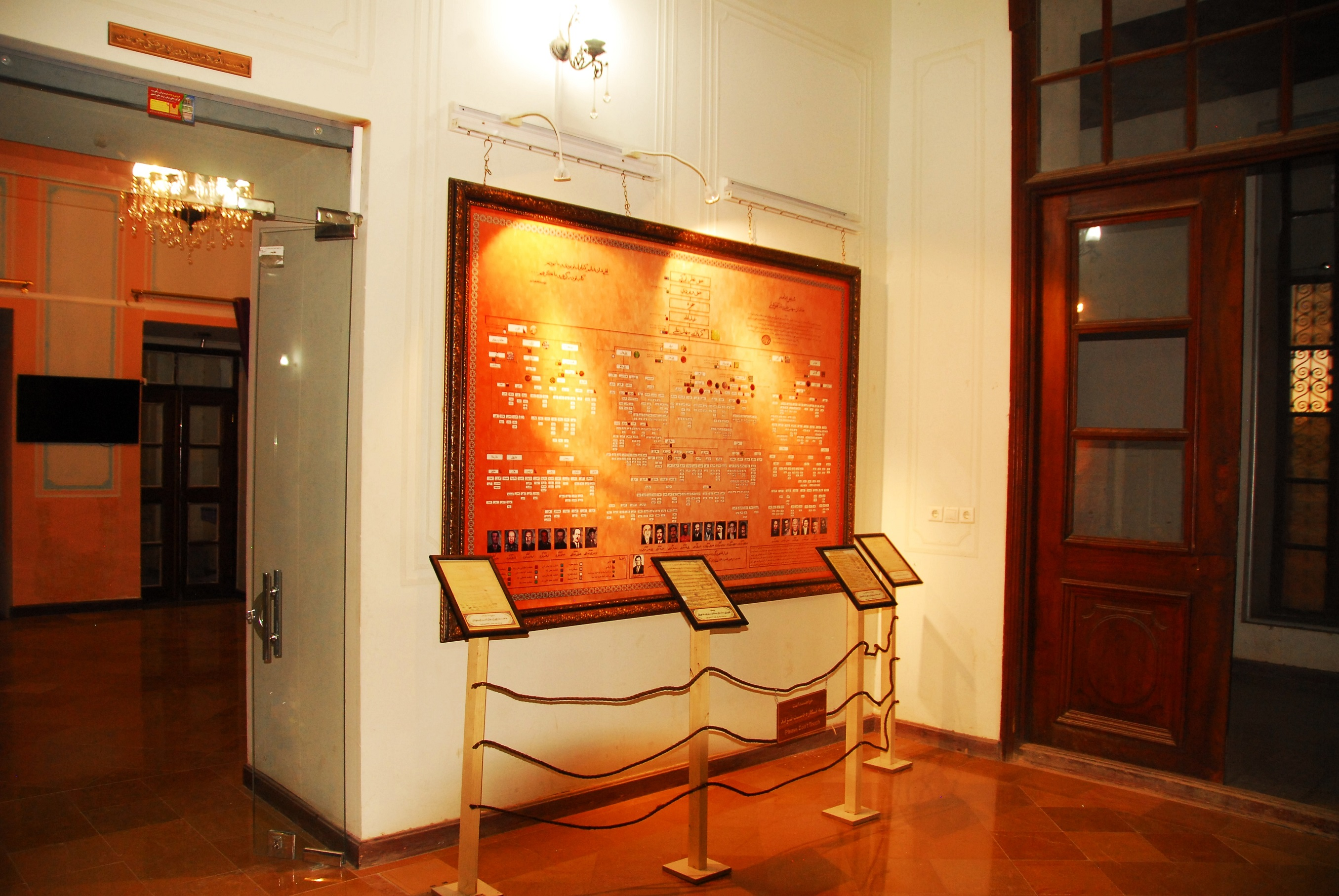
شجره نامه کل موسی

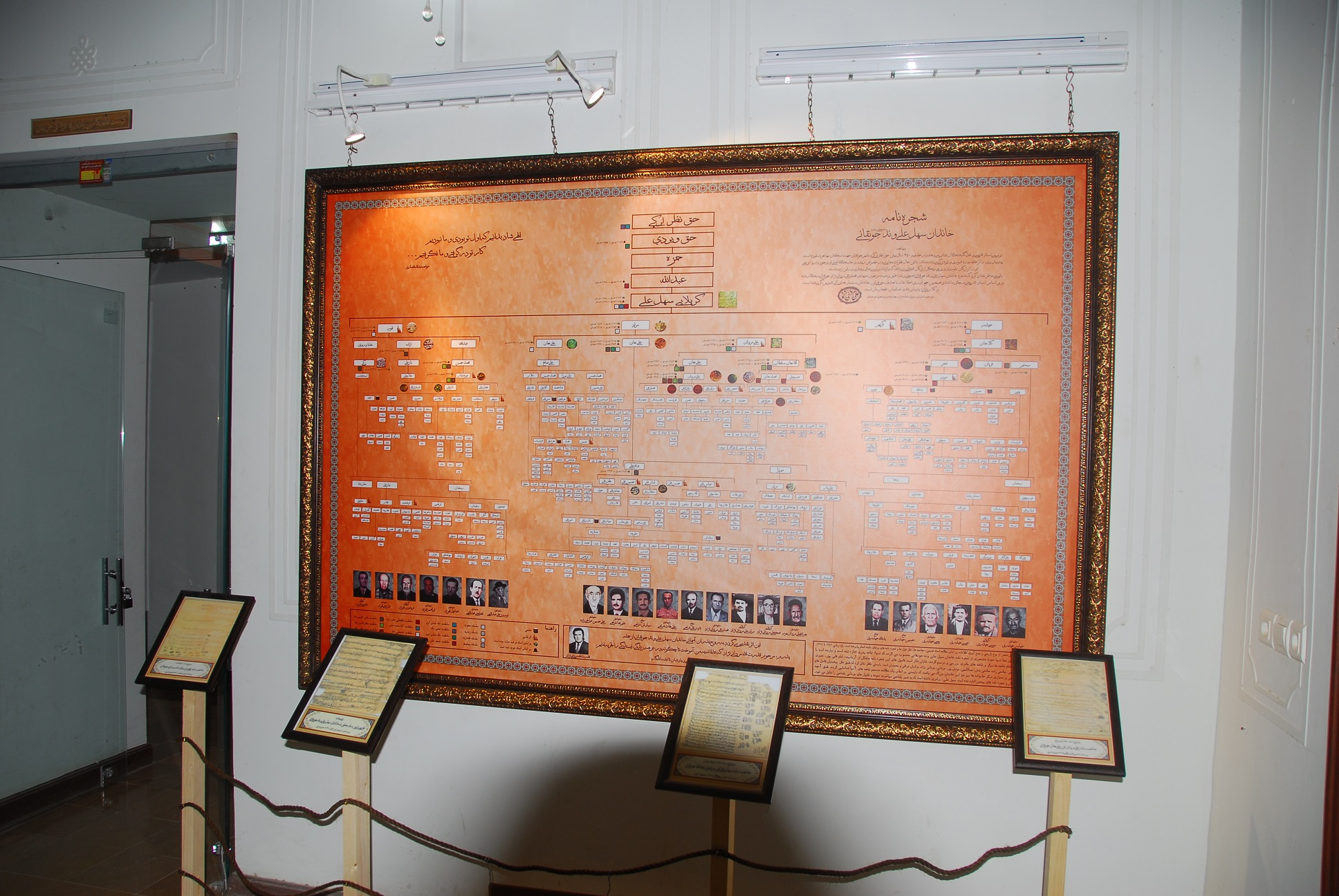
شجره نامه کل موسی (صنعلی وند)